# Gondwanatitan faustoi
Gondwanatitan faustoi (titán de Gondwana de Fausto Faustini) es la única especie conocida del género extinto Gondwanatitan de dinosaurio saurópodo titanosauriano, que vivió a finales del período Cretácico superior, hace aproximadamente 83 millones de años, en el Santoniense, en lo que hoy es Sudamérica.

## Descripción
Gondwanatitan es un relativamente pequeño, alrededor de 8 a 10 metros de largo y 10 toneladas de peso, estando ligeramente construido. En  2010 Paul estimó su largo en solo 7 metros de largo.
Gondwanatitan faustoi, se describe y se compara con otros miembros de este clado de saurópodos.  Este taxón tiene las siguientes autapomorfías, superficies articulares distales de las vértebras caudales proximales y medias con forma de corazón, cresta deltopectoral del húmero desarrollada y curvada medialmente, la tibia con la parte anterior de la articulación proximal que proyecta dorsalmente y de la cresta cnemial curvada levemente a lateral.
Tenía huesos de extremidades relativamente gráciles. Las vértebras caudales medias son distintivamente "en forma de corazón", lo que permite que las vértebras caudales aisladas se distingan fácilmente de las de Aeolosaurus.
Las vértebras de la parte media de su cola tenían centros alargados. Gondwanatitan tenía fosas laterales vertebrales que se parecían a depresiones poco profundas. Las fosas que se asemejan de manera similar a las depresiones poco profundas se conocen de Saltasaurus, Alamosaurus, Malawisaurus y Aeolosaurus. Las espinas neurales de las vértebras de la cola media están inclinadas hacia delante cuando las vértebras están alineadas. Estas vértebras se parecen a las de Cedarosaurus, Venenosaurus y Aeolosaurus.

## Descubrimiento e investigación
Nombrado por el antiguo supercontinente de Gondwana que unió una vez los continentes meridionales modernos, Suramérica, África, Australia, Antártica y el Subcontinente Indio. Descrito por Kellner, A.W.A. y de Azevedo, S.A.K. en 1999. El espécimen consiste en un esqueleto incompleto, MN 4111-V, que proviene de la región de Álvares Machado, Estado de San Pablo, del Brasil y fue encontrado en los depósitos continentales de la Formación Adamantina del Grupo Bauru del Cretácico inferior.

## Clasificación
Aunque su posición filogenética no está clara, este taxón no está estrechamente vinculado a los miembros de Saltasaurinae y se puede también distinguir de titanosaurianos más basales como Andesaurus y Malawisaurus. Comparte por lo menos un carácter único con Aeolosaurus, una espina dorsal neural fuertemente dirigida hacia anterior en las caudales proximales y mediocaudales anteriores y pero más material de ambos taxones es necesario para confirmar una cercana relaciones entre ellos.